# Uskoci (pleme)
Uskoci (pleme) su najmlađe crnogorsko pleme. U crnogorskoj povijesti, zajedno i u sastavu sa ostalim plemenima, bili su dio ondašnje plemenske samouprave u Crnoj Gori.
Pleme vuče porijeklo iz Donje Bukovice u Crnoj Gori. Protezali su se između prostora Gornje Morače i Drobnjaka.

## Povijest i ime
Ta područja su prije doseljavanja Slavena naseljavali Iliri, njihovo pleme Autarijati, pa Kelti i Rimljani.
Uskoci nisu autohtono pleme Crne Gore, već su doseljenici. Tako su i dobili naziv, po tome što su "uskakali" iz drugih dijelova Crne Gore prilikom borbi protiv Turaka. Formirali su se krajem 18. i početkom 19. vijeka. Uskoci su djelovali i četovali zajedno sa Drobnjacima, do Berlinskog kongresa 1868. godine, te su zajedno s njima gospodarili lokalnim gradićem (varošom) Šavnik.
Opisuju se kao prkosno i po običajima tradicionalno crnogorsko pleme. 

## Sela i rodovi
Osim gradića Šavnik, ovo pleme čini sedam sela, sa rodovima (crnog. porodicama ili familijama):

###### Krnja Jela
- gornjomorački Duloviči, Živkovici, Jankovići, Jeknići, Donjomorački Vuksanovići i Rakočevići s odiglim Zindovičima i jednom kućom Žugiča

###### Tušina
- drobnjačka brastva: Barac, Vukojević, Dujović, Đurđić, Đurišić, Perović, Saravelja, Ćirović, Cerović, Čurović, Zekovići - ima ih i na Barama, Glođaje, Kneževići, Milići, Pavlovići, Špadijeri i još po neko bratstvo, u ovom selu su još i neka bratstva, primjerice Čečovići

###### Timar s Borovcem
- drobnjački Strunjaši, Tomoći, Popovići, Poleksići i Sarići. Tamo su poslije drobnjačkog razgraničenja s Turskom 1859. godine iz Rovaca preseljeni: Bulatovići, Vlahovići, Jovovići, Minići, Radojevići, Ćatovići, Šćepanovici, a k njima Vukovići i Đokoviči, također Kotlice

###### Slatina
- Kaljevići - ima ih i na Strugu i u Borovcu, Kandići, Krsmanovići i Smolovići, a kod njih Rovački Živkovići

###### Bare
- Ristići, Bijelići, Jelići, Ašani, Matijaševići, Grdinići, Kršikape, Mikići, Jockovići, Peroševići, Rubežići, Radanovići, Stanići, Stožinići (Tušina, Sirovac i Bare)

###### Malinsko
- Aleksići, Golubovići, Damjanovići, Mešteri, Mrdakovići, Sandići, Ćeranoći, Todorovići, Balaći, Vujačići, Vilići, Giljeni Žižići i Lopušine, Petrušići i Trebječani

###### Strug
- Šećković i kraj njih su doseljeni Mitrovići i Jovanovići

###### Ostali rodovi doseljeni sredinom prošlog vijeka
- Baošići, Gaševići, Dulovići, Lukovci, Millašinovići, Mujovići, Rovčani, Rnkovići, Todorovići i Šišovići u Sirovcu, Radojevići iz Jasenove na Bare, Vukovići, Govedarice, Doderi i Karadžići na Malinsko i Vućići, Popovići na Strug

## Vanjske poveznice
- Plemena u Crnoj Gori